# Ulf Metschies
Ulf Metschies (* 22. September 1963 in Osnabrück) ist ein ehemaliger Fußballspieler, der sowohl als Verteidiger als auch als Mittelfeldspieler einsetzbar war.

## Karriere

### Vereinskarriere
Aus der Jugend des Osnabrücker SV 16 wechselte Metschies 1980 zum großen Nachbarn VfL Osnabrück und bestritt dort bereits als 18-Jähriger in der Saison 1981/82 seine ersten neun Spiele in der zweiten Bundesliga. Sein Debüt gab er am 26. März 1982 im Heimspiel gegen Hannover 96, am 28. Spieltag wurde er in der 83. Spielminute für Andreas Loges eingewechselt. Die nächsten acht Spiele stand er immer in der Startelf und spielte die kompletten 90 Minuten.
Für den VfL Osnabrück absolvierte er bis 1988 insgesamt 174 Zweitligaspiele, bevor er ihn in Richtung 1. FC Nürnberg verließ. Am 23. Juli 1988, dem ersten Spieltag der Saison 1988/89, erzielte Ulf Metschies in seinem ersten Bundesligaspiel auch gleich den 1:0-Siegtreffer der Nürnberger beim FC St. Pauli. Der FCN hielt in diesem Jahr nur aufgrund der Tordifferenz die Klasse, obwohl er mit dem Tabellenvorletzten punktgleich war. Von 1991 bis 1993 spielte Metschies für Eintracht Braunschweig. Nachdem er 1993 nach seinem Abschied aus Braunschweig keinen neuen Verein gefunden hatte, ließ er sich reamateurisieren und schloss sich dem BSC Erlangen an, ab 1995 stand er beim 1. SC Feucht unter Vertrag.

### Nationalmannschaft
Im Mai 1982 nahm er mit der A-Jugend-Nationalmannschaft an der U-18-Fußball-Europameisterschaft 1982 in Finnland teil. Er wurde in allen drei Vorrundenspielen eingesetzt, schied mit dem Team allerdings in der Vorrunde aus. Zudem hat er zweimal für die deutsche U-21-Mannschaft gespielt.

### Trainerkarriere
Als Spielertrainer übernahm er ab 1998 den SV Pölling und blieb dort bis 2000. Danach, ausschließlich als Trainer, übernahm er den SV Neuhaus-Rothenbruck. Von 2006 bis 2008 arbeitete er als Nachfolger von Thomas Ziemer beim Henger SV. In der Winterpause der Saison 2008/09 kehrte er als Trainer zum SV Pölling zurück. In der Saison 2012/13 schaffte er dort den Aufstieg in die Bezirksliga Süd. Nach der folgenden Saison trat er als Trainer des SV Pölling zurück und nahm vorerst keinen Trainerjob mehr an.